# Satoe Hokoda
Satoe Hokoda es una deportista japonesa que compitió en natación sincronizada. Ganó una medalla de plata en el Campeonato Mundial de Natación de 2001, en la prueba de equipo.

## Palmarés internacional
| Campeonato Mundial | Campeonato Mundial | Campeonato Mundial | Campeonato Mundial |
| Año                | Lugar              | Medalla            | Prueba             |
| ------------------ | ------------------ | ------------------ | ------------------ |
| 2001               | Fukuoka (Japón)    | Medalla de plata   | Equipo             |